# 로쿠라 데 아모르
《로쿠라 데 아모르》(스페인어: Locura de amor)은 2000년 방영된 멕시코의 텔레노벨라이다.